# 모굴리스탄 칸국
모굴리스탄 또는 모굴 칸국, 내지는 동차가타이 칸국은 차가타이 칸국이 분열된 이후 성립된 몽골계 칸국이자 중앙아시아의 톈산산맥 북부 초원 지대를 가리키는 역사적인 지명을 따서 지어진 국가였다. 칸국은 14세기 중반부터 17세기 후반까지 이 지역을 계속 통치했다.
14세기 중반 차가타이 칸국이 분열된 직후, 칸국의 동부 지역(일리 강 유역)에서는 차가타이 가문이 이끄는 유목 부족민 연맹체들이 규합되어 새로운 칸국이 탄생했다. 몇몇 학자들은 이를 근거로 모굴리스탄이 차가타이 칸국의 연속체라고 간주하기도 하지만, 다른 이들은 여기에 의문을 제기하면서 명칭을 '모굴 칸국'이라고 정정했다.
모굴리스탄 칸국은 초원 지대와 오아시스 지대의 상이한 두 지역으로 이루어져 있었다. 톈산 산맥 북방(= 모굴리스탄)이 초원의 유목 지대였고, 톈산 산맥 남부(= 타림 분지)에 오아시스 도시들이 있는 정주 지대였다. 오이라트의 서남쪽이었고, 몽골의 서북쪽, 티베트의 북부와 북동쪽과 경계를 형성하고 있었다. 16세기 초엽에 모굴리스탄 칸국은 '모굴리스탄'을 상실하고 타림 분지의 정주지대로 이동했다. 이후 모굴리스탄 칸국은 이슬람교에 더 기우는 동시에 정주화되었다.
명목상으로는 칸이 최고 권력자였지만, 실권은 두글라트 가문이나 낙쉬반디 수피 지도자들과 같이 오아시스 지역을 기반으로 한 대귀족 및 이슬람 학자들에게 있었다. 이 지역의 통치자들은 중국 명나라에서 출발하는 비단길의 중개무역으로 막대한 부를 누렸으나, 차가타이 칸국 시기에 서부에서 일어난 지리멸렬한 내전과 그 이후 등장한 티무르 제국의 침략에 시달렸다. 15세기 중반, 모굴리스탄은 투르판을 거점으로 한 동부의 쿠물 칸국과 야르칸드를 거점으로 한 서부의 야르칸드 칸국으로 또다시 나뉘어졌으며, 18세기 초에는 서몽골계 유목민인 준가르가 쳐들어와 이 지역을 정복했다.

## 어원

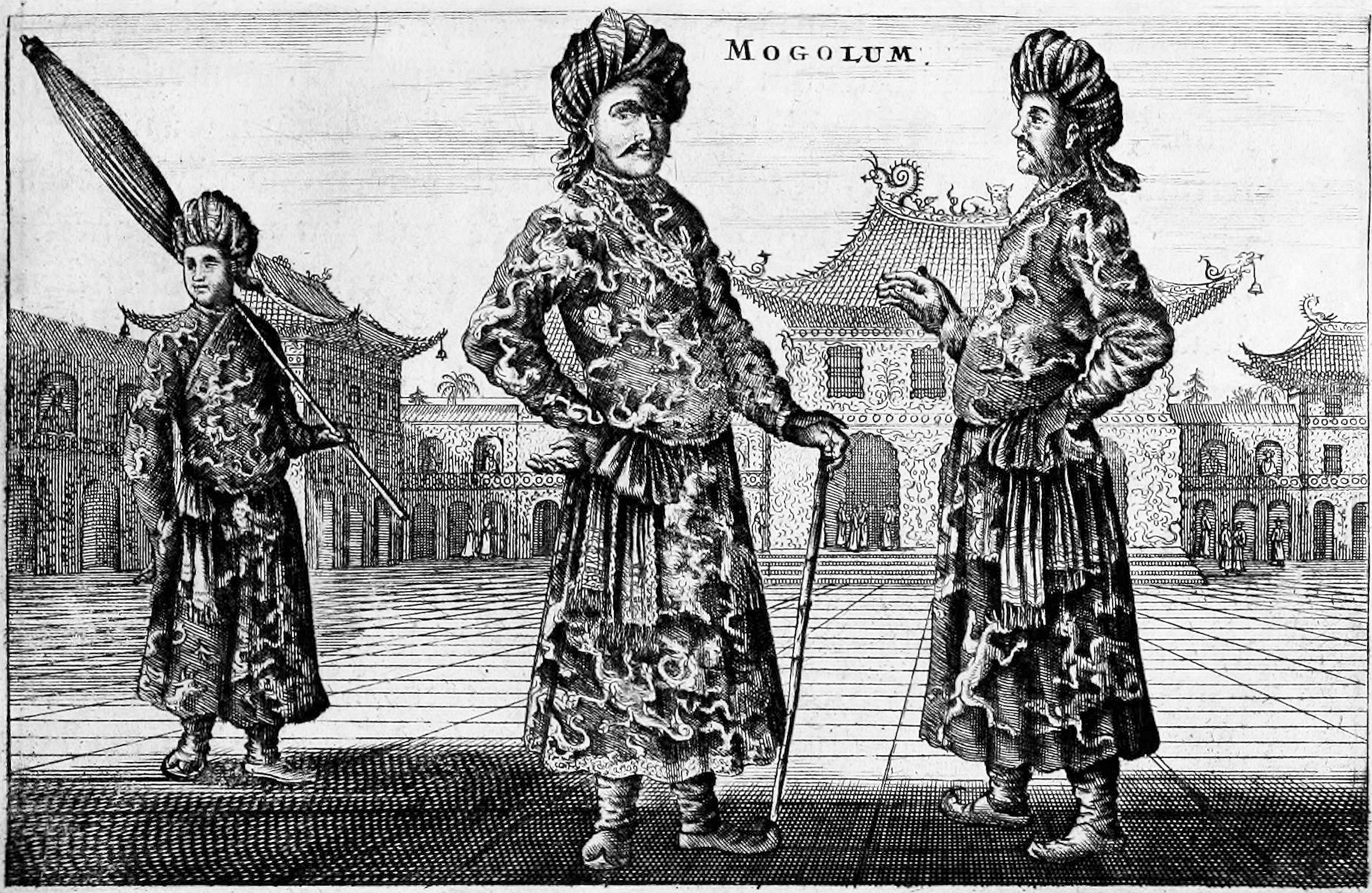
17세기 네덜란드의 중국 대사였던 요한 니우호프가 1656년 베이징을 방문했을 당시 목격한 '인도 모굴(무굴 제국) 사절단'의 묘사화. 하지만 이탈리아의 역사학자 루치아노 페텍(1914~2010)은 이들을 '투르판 모굴(모굴리스탄) 사절단'으로 보았다.

'모굴리스탄(페르시아어: مغولستان 모굴리스탄)'은 차가타이 칸국의 동부 지역을 두고 페르시아어로 '모굴인의 땅이라고 칭한데에서 유래했고, 더 자세하게는 모굴인들 스스로가 자신들이 몽골 전통의 계승자라고 생각하여 그들의 국가를 '몽골 울루스'라고 부른 데에서 기원했다. '모굴리스탄'이라는 이름은 주로 소련 역사학에서 사용되었던 반면에, 중국 역사학에서는 대개 '동차가타이 칸국(중국어: 东察合台汗国 동차에타이 한궈[*])'라는 명칭을 사용했다. 특히 동시대의 명나라 화교들은 모굴리스탄을 '베쉬발릭(중국어: 别失八里 비에쉬 발리[*])'라고 하였는데, 이는 서차가타이 칸국에서 발흥한 티무르 제국과 구분하기 위해서였다.
13세기에 몽골인들은 유라시아의 대부분을 정복하고 몽골 제국을 건설했지만, 페르시아나 중국 등 그들이 정복한 대다수의 지역에서는 소수에 불과했다. 따라서 많은 몽골 군주들이 현지의 문화와 관습을 재빠르게 받아들였으며 이를 국가 통치에 적극적으로 활용했다. 그러나 이와는 대조적으로, 중앙아시아에 위치한 차가타이 칸국에서 몽골인들과 그 지역에 있던 스텝 유목민들은 새로운 문화가 도입되면서 그들의 삶이 변화하는 것에 격렬하게 저항했고, 몇 세기 동안은 기존의 유목 생활을 간직해 나갔다. 이들은 이슬람으로 개종한 민족들 가운데 거의 마지막 자리를 차지했다. 14세기 즈음이 되면 차가타이 칸국은 크게 전통적인 유목생활을 중시하고 알말리크를 중심으로 하는 동부 초원지대에 머무르고자 하는 세력과, 정주지대에 궁성을 짓고 거주하면서 토착귀족들과 협력할 것을 강조하는 세력으로 나뉘어졌는데, 특히 전자는 스스로를 '모굴인'이라 칭했다. 이들은 주로 타림 분지와 톈산산맥 일대에서 영향력을 발휘하고 있었다.

## 역사

### 투글루크 티무르 칸
1346년에 차가타이 칸국은 카잔 칸이 카자간에 의해 피살되면서 사실상의 종말을 고했다. 천산북방에서 유목적인 생활을 고집하던 부족들은 트란스옥시아나에서 옹립된 이름뿐인 새로운 군주에 대한 신종을 거부하고 독자적으로 차가타이의 후예인 투글루크 티무르를 군주로 추대한다. 일반적으로 이 사건을 차가타이 칸국의 분열인 동시에 모굴리스탄 칸국의 탄생으로 본다.
1358년 카자간은 수렵 도중 암살당했다. 이후 트란스옥시아나 지역을 무정부 상태로 몰아넣었다. 반면 동부의 모굴리스탄에서는 투글루크 티무르가 이슬람을 수용하는 등의 노력을 통해 칸의 권력을 확고히하여 안정되었다. 이후 투글루크 티무르는 두 번에 걸쳐 트란스옥시아나로 진군하여 차가타이 울루스를 재통일했다. 하지만 이 통일은 오래가지 못 했다. 투글루크 티무르가 사망할 때(1363년)즈음 티무르와 아미르 후세인에 의해 모굴리스탄 칸국은 트란스옥시아나에서 쫓겨났기 때문이다.

### 티무르 제국
투글루크 티무르에 이어 차가타이 한국을 장악한 것은 바를라스부의 아미르, 티무르였다. 투글루크 티무르에 의해 바를라스부의 아미르가 된 티무르는 다른 여러 부족들을 제압한 뒤 1370년에 서차가타이 한국을 장악하고 티무르 왕조를 세웠다. 티무르 왕조가 설립된 이후에도 차가타이 한국의 칸은 1402년까지 명목상으로 존재하지만 사실상 차가타이 한국은 1370년에 멸망을 고했다.

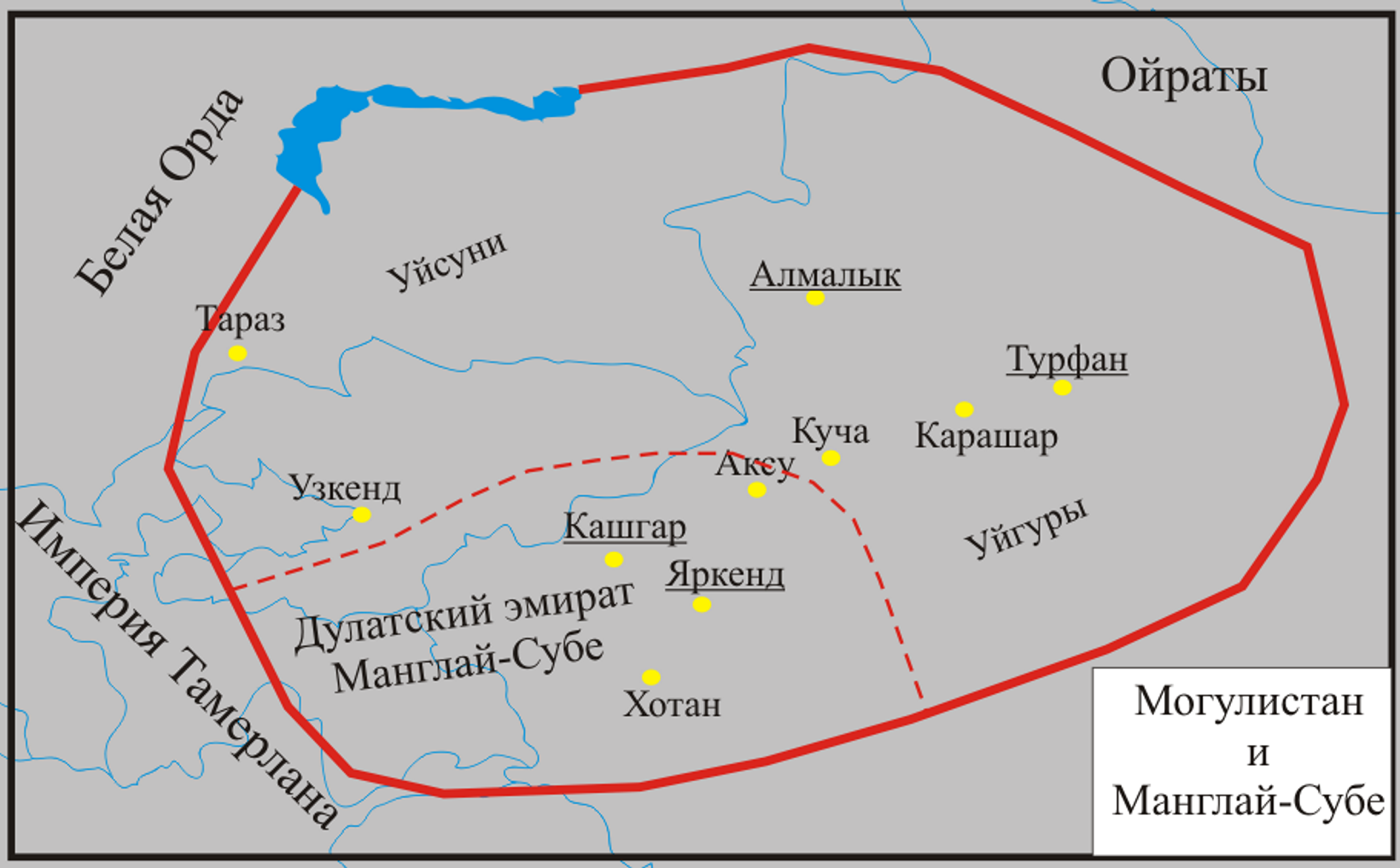
15세기 초반의 모굴리스탄 칸국

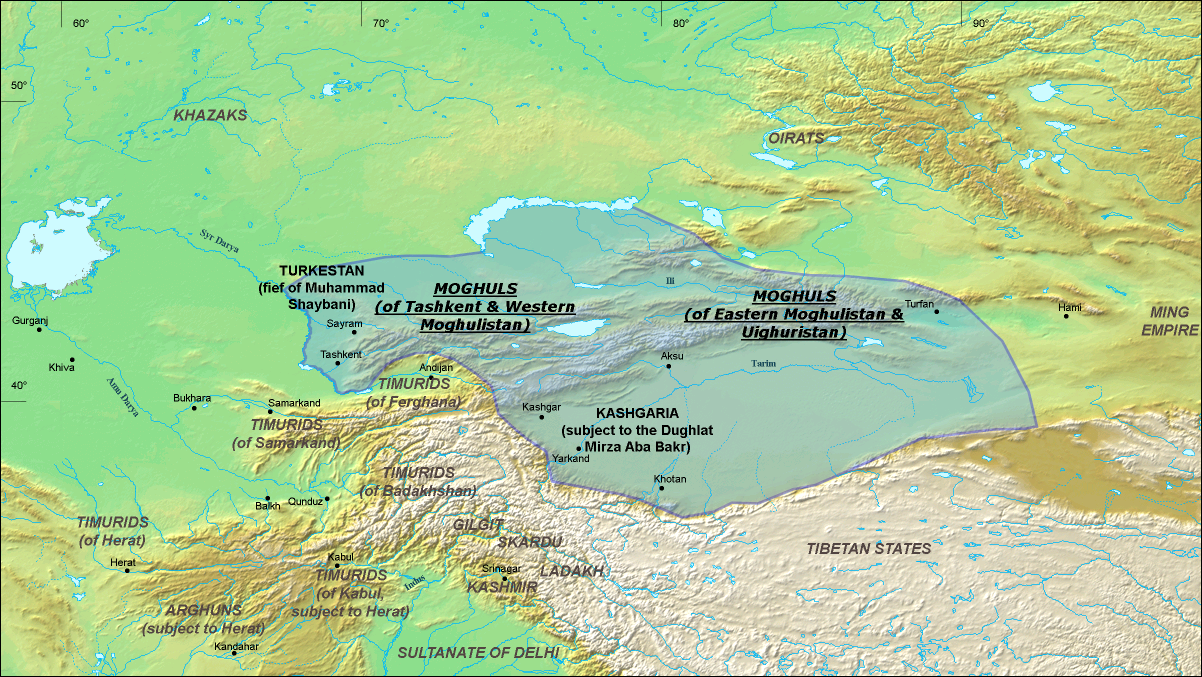
1490년의 모굴리스탄 칸국

투글루크 티무르 사후, 그의 아들 일리아스 호자는 트란속시아나에 대한 지배권을 다시 확보하려 했으나 실패했다. 이후 서차가타이 한국에서 티무르 왕조가 성립, 모굴리스탄 한국은 티무르 왕조의 지배권 아래로 들어가게 됐다. 15세기 중반, 티무르 한국의 분열로 다시 자립한 모굴리스탄 한국은 에센 부카 2세와 유누스 칸 시대에 전성기를 맞았다.

### 카슈가르 한국
하지만 모굴리스탄 한국은 도스트 무함마드가 유누스 칸에 대항하여 동쪽 투르판을 중심으로 위구르스탄 한국을 세우며 양분되었다. 16세기 초 위구르스탄의 만수르 칸이 모굴리스탄을 재통일하고 오이라트와의 전투에서 여러 차례 승리하며 위세를 떨쳤지만 그의 형제인 사이드 칸이 카슈가르를 중심으로 카슈가르 한국을 세우면서 모굴리스탄 한국은 다시 분열되었다.
카슈가르 한국에서는 16세기 말부터 칸의 권위가 바닥으로 떨어지고 그 대신 호자라는 이슬람 귀족 가문이 권력을 잡게 됐다. 호자 가문은 카슈가르의 백산당과 야르칸드의 흑산당으로 분열하여 권력 투쟁을 벌였다.
17세기 초, 모굴리스탄 칸국은 결국 두 개의 칸국으로 분열된다. 하나는 야르칸드를 수도로 하였고, 또 하나는 투르판을 수도로 하였다. 1638년/1639년, 투르판의 칸 압둘라가 야르칸드를 정복하여 연합된 칸국을 재건했다. 그러나 연합된 칸국은 1680년 경, 갈단보쇽투 쿤타이지가 야르칸드와 카쉬가르를 정복하고, 차가타이 가문 최후의 군주, 이스마일 칸을 생포해 중가르로 돌아간 뒤에 사실상 붕괴했다.
갈단보쇽투는 방계혈통에 속하는 압둘 라시드를 허수아비 칸으로 세웠다가 곧 일리로 연행했다. 압둘 라시드 이후에는 그의 형제들이 연이어 칸이 되지만 모두 백산당의 호자들에게 살해당했다. 그리하여 모굴리스탄에 있는 칸 가문은 소멸하고 어머니쪽에서 칸 가문의 피를 이어받은 아팍 호자의 손자 아흐마드가 칸을 칭했다.

## 외교

### 부하라 칸국과의 관계
16세기 초반에는 부하라 칸국과 모굴 칸국의 사이는 좋지 않았다. 그러나 1530년 이후 부하라와 모굴 칸국 사이는 우호적으로 변한다. 양자의 지배 가문들은 통혼하였다. 이러한 변화의 배경에는 카자흐족에 대한 공동적 대응의 필요성과 양국 사이의 교역 규모가 축소되고 있어, 이를 살릴 필요가 있었기 때문이다.
17세기에서 18세기 양국 관계에 대해서는 기록이 거의 남아있지 않다. 그 원인으로는 부하라 칸국 내부에서 아불 하이르 왕조에서 잔 왕조로의 왕조 교체가 일어나고 있던 와중 이란에 의해 정복당했던 시기와 모굴 칸국 내부에서는 흑산당과 백산당의 내분이 심화되어 준가르의 속국이 되었던 시기가 겹쳤던 점이 지적된다.

## 교역

### 부하라 칸국과의 교역
16세기의 사료에 따르면, 아불바카 이븐 호자 바하 알딘은 중앙아시아 최고의 거부였는데, 정기적으로 카쉬가르와 인도로 카라반을 보냈다고 한다. 또, 오스만 제국의 여행자 사이피 첼레비는 부하라 상인들이 모굴 칸국의 주요 도시인 투르판과 하미에서 활동했다고 기록했다. 모굴 칸국의 상인들은 면, 도자기, 카쉬미르산 숄, 향료, 농산물, 중국 의복, 대리석 등을 부하라에 판매했다. 모굴 칸국에서는 부하라산의 말린 과일이나 직물을 부하라를 통해 얻었다.

## 모굴리스탄 칸국의 군주들

### 모굴리스탄 상실 이전
1. 투글루크 티무르 칸 (재위기간: 1347년 ~ 1363년[18])
2. 일리야스 호자 칸 (재위기간: 1363년 ~ 1368년[19])
3. 카마르 웃딘 칸 (재위기간: 1368년 ~ 1392년)[20])
4. 히드르 호자 칸 (재위기간: 1392년 ~ 1399년[19])
5. 샤미 자한 칸 (재위기간: 1399년 ~ 1407년[19])
6. 무함마드 칸 (재위기간: 1407년 ~ 1415년[19])
7. 우와이스 칸 (1차 재위; 재위기간: 1417년 ~ 1421년[19])
8. 시르 무함마드 칸 (재위기간: 1421년 ~ 1425년[19])
9. 이센 부카 칸 (재위기간: 1433년 ~ 1462년[19])
10. 두스트 무함마드 칸 (재위기간: 1462년 ~ 1468년/1469년[19])
11. 유누스 칸 (재위기간: 1468년/1469년 ~ 1487년[19])
12. 마흐무드 칸 (1487년 ~ 1508년[21])
13. 아흐마드 칸 (1476년 ~ 1503년[21])
14. 만수르 칸 (재위기간: 1503년 ~ 1543년[22])
15. 사이드 칸 (재위기간:1514년 ~ 1533년[23])

### 카슈가르 한국 (서부 칸국)
1. 사이드 칸 (재위기간:1514년 ~ 1533년[23])
2. 압둘 라시드 1세 (재위기간: 1533년 ~ 1559년/1560년[24])
3. 압둘 카림 칸 (재위기간: 1559년/1560년 ~ 1590년/1591년[24])
4. 무함마드 칸 가지 (재위기간: 1590년 ~ 1606년)[25]
5. 샤 슈자 앗딘 칸 (재위기간:1606년 ~ 1618년/1619년[25])
6. 압둘 라티프 칸(재위기간: 1618년/1619년 ~ 1626년/1627년[26])
7. 술탄 아흐마드 칸 (1차 재위; 재위기간: 1626년/1627년 ~ 1632년/1633년[26])
8. 술탄 마흐무드 칸 (재위기간: 1632년/1633년 ~ 1635년/1636년[26])
9. 술탄 아흐마드 칸 (2차 재위; 재위기간: 1635년/1636년 ~ 1638년/1639년[26])
10. 압둘라 칸 (재위기간: 1638년/1639년 ~ 1667년/1668년[27])
11. 욜바르스 칸 (재위기간: 1667년/1668년 ~ 1670년[28])
12. 이스마일 칸 (재위기간: 1670년 ~ 1680년 경[28])
13. 압둘 라시드 2세(재위기간: 1680년 경[29])
14. 무함마드 에민 칸 (재위기간: 1680년 경 ~ 1692년[29])
15. 악바슈 칸 (재위기간: ?[29])

## 관련 논문
- 김호동, 〈《華夷譯語》의 〈納門駙馬書〉에 대한 再解釋;14世紀 後半 모굴汗國史 解明의 一資料〉, 《알타이학보》 1, 한국알타이학회, 1989년

## 같이 보기
- 차가타이 한국
- 카슈가르
- 아팍 호자
- 투르판

### 설명주
1. ↑    - 페르시아어: مغولستان

  - 몽골어: Моголистан

  - 중국어 간체: 蒙兀儿斯坦

  - 중국어 정체: 蒙兀兒斯坦
2. ↑    - 중국어 간체: 东察合台汗国
  - 중국어 정체: 東察合台汗國
3. ↑  이 지역은 현재 카자흐스탄 동남부, 키르키스스탄 대부분, 그리고 신장 웨이우얼 자치구 북서부를 포함한다.
4. ↑  '모굴'이라는 명칭은 페르시아어로 '몽골'을 가르키며, 'ㅡ스탄'이라는 명칭은 페르시아어로 특정 민족이 사는 '땅', 또는 '지역'을 가리킨다(ex.아프가니스탄→아프간 민족의 땅, 우즈베키스탄→우즈베크 민족의 땅)
5. ↑  통칭 '울루시 자타(Ulus-i Jatah)', 당대 중국 사료에서는 '살마아한(중국어: (撒馬兒罕, 사마르칸트의 음차)'
6. ↑  일례로 페르시아의 일 칸국은 이슬람으로 개종하고 페르시아 문화를 채택했다. 또한 중국 본토의 원나라는 중국의 궁정 관습을 받아들였을 뿐만 아니라 아예 국호를 한족식 명칭으로 고치기까지 했다.

### 인용주
1. ↑  Григорьев А. П. (1978).  Монгольская дипломатика XIII-XV вв: чингизидские жалованные грамоты. Ленинград: Изд-во Ленинградкого университета. 12쪽.
2. ↑  Kim, p. 290; n.1 discusses the various names used for this khanate. In addition, Timurid authors pejoratively called the Moghuls Jatah, or "worthless people." Elias, p. 75
3. ↑  김호동, “前期 모굴汗國의 繼承紛爭을 통해 본 遊牧的 部族政治의 特徵,” 《동양사학연구》 33(1990), p.64.
4. ↑  김호동, “15-16세기 中央아시아 新遊牧集團들의 動向;前期 모굴汗國의 崩壞와 관련하여,” 《러시아연구》 3(1993), p.98.
5. ↑  고마츠 히사오, 나카미 타츠오, 하마다 마사미, “중앙유라시아의 주변화,” 《중앙 유라시아의 역사》, 이평래 옮김(서울: 소나무, 2005), p.330.
6. ↑  고마츠 히사오, 나카미 타츠오, 하마다 마사미, “중앙유라시아의 주변화,” 《중앙 유라시아의 역사》, 이평래 옮김(서울: 소나무, 2005), p.333.
7. ↑  Lach, Donald F.; Van Kley, Edwin J. (1994), 《Asia in the Making of Europe》, Chicago: University of Chicago Press, ISBN 978-0-226-46734-4. Volume III, "A Century of Advance", Book Four, "East Asia", Plate 315. Lach and van Kley's source is Luciano Petech, "La pretesa ambascita di Shah Jahan alla Cina", Revista degli studi orientali,  XXVI (1951), 124-127
8. ↑  Starr, S. Frederick (2004). 《Xinjiang: China's Muslim Borderland》. M.E. Sharpe. 45–47쪽. ISBN 0-7656-1317-4.
9. ↑  Kim, Hodong (2000). 〈The Early History of the Moghul Nomads: The Legacy of the Chaghatai Khanate〉.   Amatai-Preiss, Reuven; Morgan, David. 《The Mongol Empire & Its Legacy》. Brill. 290, 299, 302–304, 306–307, 310–316쪽.
10. ↑  김호동 (2006). 《아틀라스 중앙유라시아사》. 148~149쪽.
11. ↑  김호동, “前期 모굴汗國의 繼承紛爭을 통해 본 遊牧的 部族政治의 特徵,” 《동양사학연구》 33(1990), pp.63-64.
12. ↑  호리카와 토오루, “몽골 제국과 티무르 제국,” 《중앙유라시아의 역사》, 이평래 옮김(서울: 소나무, 2005), pp.238-39.
13. ↑  르네 그루세, 《유라시아 유목 제국사》, 김호동, 유원수, 정재훈 옮김(서울: 사계절, 1998), p. 580.
14. ↑  Yuri Bregel, An Historical Atlas of Central Asia(Leiden: Brill, 2003), p.56; 유리 브레겔에 따르면 갈단보쇽투가 모굴리스탄 칸국을 침입한 시기에 대해서는 사료들이 일치하지 않는다. 사료들이 제시한 시기는 1678년에서 1683년 사이에 존재한다.
15. ↑  고마츠 히사오, 나카미 타츠오, 하마다 마사미, “중앙유라시아의 주변화,” 《중앙 유라시아의 역사》, 이평래 옮김(서울: 소나무, 2005), p.335.
16. ↑  Gulchekhra Sultonova, "The dynamics of interrelations Bukhara and Yarkand khanates: inter and external factors," Central Eurasian Studies, T.C. Maltepe Universitesi yayinlari, no.46 (2011/5), pp. 351 - 352.
17. 1 2  Gulchekhra Sultonova, "The dynamics of interrelations Bukhara and Yarkand khanates: inter and external factors," Central Eurasian Studies, T.C. Maltepe Universitesi yayinlari, no.46 (2011/5), p. 353.
18. ↑  르네 그루세, 《유라시아 유목 제국사》, 김호동, 유원수, 정재훈 옮김(서울: 사계절, 1998), p. 489.
19. 1 2 3 4 5 6 7 8 9  김호동, “前期 모굴汗國의 繼承紛爭을 통해 본 遊牧的 部族政治의 特徵,” 《동양사학연구》 33(1990), p.69.
20. ↑  "https://en.wikipedia.org/wiki/List_of_Chagatai_Khans"
21. 1 2  르네 그루세, 《유라시아 유목 제국사》, 김호동, 유원수, 정재훈 옮김(서울: 사계절, 1998), p. 688.
22. ↑  르네 그루세, 《유라시아 유목 제국사》, 김호동, 유원수, 정재훈 옮김(서울: 사계절, 1998), p. 689.
23. 1 2  르네 그루세, 《유라시아 유목 제국사》, 김호동, 유원수, 정재훈 옮김(서울: 사계절, 1998), p. 690.
24. 1 2  김호동, “17세기 동투르크어 칙령의 체제와 내용,” 《중앙아시아의 역사와 문화》(서울: 솔출판사, 2007), p.214.
25. 1 2  김호동, “17세기 동투르크어 칙령의 체제와 내용,” 《중앙아시아의 역사와 문화》(서울: 솔출판사, 2007), p.216.
26. 1 2 3 4  김호동, “17세기 동투르크어 칙령의 체제와 내용,” 《중앙아시아의 역사와 문화》(서울: 솔출판사, 2007), p.217.
27. ↑  김호동, “17세기 동투르크어 칙령의 체제와 내용,” 《중앙아시아의 역사와 문화》(서울: 솔출판사, 2007), pp.217-18.
28. 1 2  김호동, “17세기 동투르크어 칙령의 체제와 내용,” 《중앙아시아의 역사와 문화》(서울: 솔출판사, 2007), pp.218.
29. 1 2 3  고마츠 히사오 외, 《중앙 유라시아의 역사》, 이평래 옮김(서울: 소나무, 2005)의 부록에 있는 ‘왕조계보도’를 참고함.